# B-Weltcup der Nordischen Kombination 2001/02
Der B-Weltcup der Nordischen Kombination 2001/02 war eine vom Weltverband FIS ausgetragene Wettkampfserie in der Nordischen Kombination. Der Unterbau zum Weltcup der Nordischen Kombination 2001/02 wurde in jener Saison zum zwölften Mal ausgetragen. Die Saison umfasste neun Stationen in Europa und Nordamerika. Die Saison begann am 1. Dezember 2001 in Vuokatti und endete am 7. März 2002 in Lake Placid. Es fanden neun Sprints, drei Massenstarts sowie sechs Gundersen Einzel statt. Darüber hinaus wurde ein Teamwettbewerb im Massenstart ausgetragen. Gesamtsieger wurde der Norweger Sverre Rotevatn, der lediglich einmal als Zweiter auf dem Podest stand. Die Sprintwertung entschied Carl Van Loan für sich, der damit erheblich zum US-amerikanischen Sieg der Nationenwertung beitrug. Insgesamt gab es elf verschiedene Tagessieger.
Die Saison wurde in drei Perioden eingeteilt, die neben der Startberechtigung auch Auswirkungen auf die Gesamtwertung hatten. Die Zahl der Teilnehmer je Nation wurde auf der Grundlage der Nationenrangliste nach Abschluss der Vorsaison festgelegt. Während die besten drei Nationen acht Athleten pro Wettkampf ins Rennen schicken durften, waren von Nationen ohne Wertungspunkte drei Sportler startberechtigt. Darüber hinaus durften die Ausrichternationen weitere sechs Athleten für die nationale Gruppe einsetzen. Bei Überseewettbewerben in Nordamerika hatten die Vereinigten Staaten und Kanada unabhängig davon eine nationale Quote von 12 Athleten. Durch die Auf- und Abstiegsregelung im Weltcup veränderte sich die Teilnahmeberechtigung je Periode. Gemäß Artikel 4.1 des Reglements konnte nur ein Athlet Gesamtsieger werden, der in der letzten Periode nicht für den Weltcup startberechtigt war. Der Führende im B-Weltcup trug das Grüne Trikot. Diese Regelung galt auch für die Ermittlung des Sprint-Cup-Siegers. Die Summe der drei punktbesten Wettkämpfer pro Bewerb von ein und demselben Skiverband wurden zusammen mit den Punkten der Teamwettkämpfe für die Nationenwertung herangezogen. Der B-Gesamtweltcup-Sieger erhielt die große, der Sieger der Sprintwertung die kleine Trophäe. Die Athleten auf den Rängen 1 bis 3 wurden zudem mit FIS-Plaketten, die Sportler auf den Plätzen 4 bis 6 mit Urkunden ausgezeichnet.

## Punktesystem
| Platz  | Platz  | 1  | 2  | 3  | 4  | 5  | 6  | 7  | 8  | 9  | 10 | 11 | 12 | 13 | 14 | 15 | 16 | 17 | 18 | 19 | 20 | 21 | 22 | 23 | 24 | 25 |
| Einzel | Einzel | 31 | 27 | 24 | 22 | 21 | 20 | 19 | 18 | 17 | 16 | 15 | 14 | 13 | 12 | 11 | 10 | 9  | 8  | 7  | 6  | 5  | 4  | 3  | 2  | 1  |
| Team   | Team   | 75 | 69 | 63 | 57 | 51 | 48 | 45 | 42 | 39 | 36 | 33 | 30 | 27 | 24 | 21 | 18 | 15 | 12 | 9  | 6  | 3  | –  | –  | –  | –  |

## Teilnehmende Nationen
Es nahmen Athleten aus 18 Nationen am B-Weltcup teil.
| Europa (16 Nationen)                                                                        | Europa (16 Nationen)                                                        |
| ------------------------------------------------------------------------------------------- | --------------------------------------------------------------------------- |
| - Deutschland - Belarus - Estland - Finnland - Frankreich - Italien - Norwegen - Österreich | - Polen - Russland - Schweden - Schweiz - Slowakei - Slowenien - Tschechien |
| Amerika (2 Nationen)                                                                        |                                                                             |
| - Kanada                                                                                    | - Vereinigte Staaten                                                        |
| Asien (1 Nationen)                                                                          |                                                                             |
| - Japan                                                                                     |                                                                             |

## Ergebnisse und Wertungen

### Wettbewerbsübersicht
| Datum        | Austragungsort | Disziplin                 | Sieger                                                         | Zweiter                                       | Dritter                                                     |
| ------------ | -------------- | ------------------------- | -------------------------------------------------------------- | --------------------------------------------- | ----------------------------------------------------------- |
| 1. Periode   |                |                           |                                                                |                                               |                                                             |
| 01.12.2001   | Vuokatti       | K 90 / 15 km Gundersen    | Espen Rian                                                     | Bernhard Gruber                               | Nicolas Bal                                                 |
| 02.12.2001   | Vuokatti       | K 90 / 10 km Massenstart  | Mathieu Martinez                                               | Jan Schmid                                    | Jouni Kaitainen                                             |
| 05.12.2001   | Taivalkoski    | K 73 / 7,5 km Sprint      | Antti Kuisma                                                   | Stephan Münchmeyer                            | Thorsten Schmitt                                            |
| 08.12.2001   | Bardu          | K 90 / 15 km Gundersen    | Petr Šmejc                                                     | Bernhard Gruber                               | Stephan Münchmeyer                                          |
| 09.12.2001   | Bardu          | K 90 / 7,5 km Sprint      | Nicolas Bal                                                    | Alexei Barannikow                             | Jan Schmid                                                  |
| 15.12.2001   | Planica        | K 90 / 15 km Gundersen    | Andrej Jezeršek                                                | Christian Beetz                               | Alexei Fadejew                                              |
| 16.12.2001   | Planica        | K 90 / 7,5 km Sprint      | Petr Šmejc                                                     | Alexei Fadejew                                | Antti Kuisma                                                |
| 2. Periode   |                |                           |                                                                |                                               |                                                             |
| 04.01.2002   | Klingenthal    | K 77 / 7,5 km Sprint      | Kenneth Braaten                                                | Johnny Spillane                               | Andreas Hartmann                                            |
| 05.01.2002   | Klingenthal    | K 77 / 3×5 km Massenstart | Russland IWladimir Lyssenin Alexei Barannikow Waleri Stoljarow | EstlandRauno Pikkor Villu Teder Tambet Pikkor | Vereinigte StaatenJed Hinkley Johnny Spillane Carl Van Loan |
| 06.01.2002   | Klingenthal    | K 77 / 15 km Gundersen    | Frédéric Baud                                                  | Andreas Hurschler                             | Alexei Barannikow                                           |
| 11.01.2002 1 | Baiersbronn    | K 85 / 10 km Massenstart  | Jan Schmid                                                     | Kenneth Braaten                               | Andreas Hurschler                                           |
| 13.01.2002   | Baiersbronn    | K 85 / 7,5 km Sprint      | Frédéric Baud                                                  | Andreas Hurschler                             | Andreas Hartmann                                            |
| 14.01.2002   | Baiersbronn    | K 85 / 7,5 km Sprint      | Jan Schmid                                                     | Andreas Hurschler                             | Milan Kučera                                                |
| 18.01.2002   | Saalfelden     | K 85 / 7,5 km Sprint      | Frédéric Baud                                                  | Carl Van Loan                                 | Espen Rian                                                  |
| 19.01.2002   | Saalfelden     | K 85 / 15 km Gundersen    | Espen Rian                                                     | Jason Myslicki                                | Carl Van Loan                                               |
| 3. Periode   |                |                           |                                                                |                                               |                                                             |
| 28.02.2002   | Calgary        | K 89 / 15 km Gundersen    | Jason Myslicki                                                 | Wilhelm Denifl                                | Norihito Kobayashi                                          |
| 02.03.2002   | Calgary        | K 89 / 7,5 km Sprint      | Andrej Jezeršek                                                | Jason Myslicki                                | Wilhelm Denifl                                              |
| 03.03.2002   | Calgary        | K 89 / 10 km Massenstart  | Wilhelm Denifl                                                 | Nathan Gerhart                                | Kristoffer Erichsen                                         |
| 07.03.2002   | Lake Placid    | K 90 / 7,5 km Sprint      | Wilhelm Denifl                                                 | Sverre Rotevatn                               | Alex Glueck                                                 |
| 09.03.2002   | Lake Placid    | K 90 / 10 km Massenstart  | abgesagt                                                       | abgesagt                                      | abgesagt                                                    |
| 10.03.2002   | Lake Placid    | K 90 / 15 km Gundersen    | abgesagt                                                       | abgesagt                                      | abgesagt                                                    |

### Wertungen
| Rang | Name                | Punkte |
| ---- | ------------------- | ------ |
| 001. | Sverre Rotevatn     | 273    |
| 002. | Carl Van Loan       | 242    |
| 003. | Jens Salumäe        | 224    |
| 004. | Petr Šmejc          | 212    |
| 005. | Wilhelm Denifl      | 203    |
| 006. | Sylvain Guillaume   | 195    |
| 007. | Kenneth Braaten     | 191    |
| 008. | Andrej Jezeršek     | 189    |
| 009. | Jason Myslicki      | 177    |
| 010. | Norihito Kobayashi  | 170    |
|      | Nathan Gerhart      | 170    |
| 012. | Michal Pšenko       | 168    |
| 013. | Kristoffer Erichsen | 165    |
| 014. | Bernhard Gruber     | 158    |
| 015. | Mathieu Martinez    | 156    |
| 016. | Jed Hinkley         | 153    |
| 017. | Alexei Barannikow   | 141    |
|      | Milan Kučera        | 141    |
|      | Håvard Klemetsen    | 141    |
| 020. | Marc Frey           | 117    |
| 021. | Alexei Zwetkow      | 091    |
| 022. | Tambet Pikkor       | 090    |
| 023. | Matt Cook           | 083    |
| 024. | Rémy Trachsel       | 078    |
|      | Kōji Takasawa       | 078    |
| 026. | Tino Edelmann       | 074    |
| 027. | Petter Kukkonen     | 071    |
| 028. | Takanori Hagiwara   | 069    |
| 029. | Seppi Hurschler     | 065    |

| Rang | Name               | Punkte |
| ---- | ------------------ | ------ |
| 030. | Marco Šimic        | 061    |
| 031. | Christian Beetz    | 060    |
| 032. | Manuel Körner      | 054    |
| 033. | Makoto Masaki      | 053    |
|      | Florian Aichinger  | 053    |
|      | Takashi Kitamura   | 053    |
| 036. | David Kreiner      | 050    |
| 037. | Waleri Stoljarow   | 047    |
|      | Matthias Mehringer | 047    |
|      | Alex Glueck        | 047    |
| 040. | Wladimir Lyssenin  | 037    |
| 041. | Gregor Verbajs     | 033    |
|      | Peter Dica         | 033    |
| 043. | Raimon Kariniemi   | 032    |
| 044. | Yōsuke Hatakeyama  | 031    |
|      | Jochen Strobl      | 031    |
|      | Amund Johnsen      | 031    |
| 047. | Jo-Wesche Fossheim | 030    |
| 048. | Roman Perko        | 028    |
|      | Lukaš Hermansky    | 028    |
|      | Petter Tande       | 028    |
|      | Pascal Meinherz    | 028    |
| 052. | Raik Filbrich      | 027    |
| 053. | Michael Palli      | 026    |
| 054. | Morgan Goodwin     | 025    |
| 055. | Mathias Østvik     | 024    |
|      | Nikolai Parfjonow  | 024    |
| 057. | Ilja Rosljakow     | 022    |
| 058. | Ola Morten Græsli  | 021    |

| Rang | Name                  | Punkte |
| ---- | --------------------- | ------ |
| 059. | Dennis Wiesemann      | 020    |
| 060. | Andrea Longo          | 019    |
|      | Sjarhej Sacharenka    | 019    |
| 062. | Iwan Fessenkow        | 018    |
|      | Villu Teder           | 018    |
| 064. | Christoph Menz        | 017    |
| 065. | Guido Scheiber        | 015    |
|      | Simon Gerharter       | 015    |
| 067. | Yūsuke Minato         | 014    |
| 068. | Junpei Aoki           | 013    |
| 069. | Frederik Jacobsson    | 012    |
|      | Sergei Kisenkow       | 012    |
|      | Andreas Langer        | 012    |
| 072. | Pål Dahlberg          | 010    |
|      | Jon-Richard Rundsveen | 010    |
|      | Max Hirth             | 010    |
| 075. | Florian Schillinger   | 006    |
| 076. | Peter Grillhösl       | 005    |
|      | Daniel Klumpp         | 005    |
| 078. | Vladimír Šmíd         | 004    |
|      | Sébastien Lacroix     | 004    |
| 080. | Chris Holland         | 003    |
|      | Martin Novorolnik     | 003    |
| 082. | Marek Šablatura       | 002    |
|      | Christian Ulmer       | 002    |
|      | Daniel Bachleda       | 002    |
|      | Filip Kafka           | 002    |
| 086. | Rafał Kuchta          | 001    |
|      | Christoph Engel       | 001    |

| Platz | Name              | Punkte |
| ----- | ----------------- | ------ |
| 01.   | Carl Van Loan     | 114    |
| 02.   | Jason Myslicki    | 083    |
| 03.   | Petr Šmejc        | 082    |
| 04.   | Kenneth Braaten   | 076    |
| 05.   | Jed Hinkley       | 075    |
| 06.   | Håvard Klemetsen  | 073    |
| 07.   | Alexei Barannikow | 065    |
|       | Tambet Pikkor     | 065    |
| 09.   | Sylvain Guillaume | 062    |
|       | Mathieu Martinez  | 062    |
| 11.   | Matt Cook         | 054    |
| 12.   | Michal Pšenko     | 051    |
|       | Seppi Hurschler   | 051    |
| 14.   | Bernhard Gruber   | 050    |
| 15.   | Andrej Jezeršek   | 048    |
| 16.   | Marc Frey         | 045    |
| 17.   | Takanori Hagiwara | 044    |
| 18.   | Milan Kučera      | 043    |

| Platz | Name               | Punkte |
| ----- | ------------------ | ------ |
| 01.   | Vereinigte Staaten | 782    |
| 02.   | Deutschland        | 684    |
| 03.   | Frankreich         | 679    |
| 04.   | Norwegen           | 642    |
| 05.   | Schweiz            | 615    |
| 06.   | Russland           | 471    |
| 07.   | Japan              | 425    |
| 08.   | Österreich         | 401    |
| 09.   | Finnland           | 365    |
| 10.   | Tschechien         | 300    |
| 11.   | Slowenien          | 281    |
| 12.   | Estland            | 235    |
| 13.   | Kanada             | 180    |
| 14.   | Slowakei           | 139    |
| 15.   | Belarus            | 046    |
| 16.   | Italien            | 022    |
| 17.   | Schweden           | 012    |
| 18.   | Polen              | 003    |

| Platz | Name             | Punkte |
| ----- | ---------------- | ------ |
| 01.   | Antti Kuisma     | 136    |
| 02.   | Petr Šmejc       | 122    |
| 03.   | Alexei Fadejew   | 119    |
| 04.   | Thorsten Schmitt | 117    |
| 05.   | Jouni Kaitainen  | 113    |

| Platz | Name              | Punkte |
| ----- | ----------------- | ------ |
| 01.   | Andreas Hurschler | 168    |
| 02.   | Frédéric Baud     | 166    |
| 03.   | Carl Van Loan     | 150    |
| 04.   | Andreas Hartmann  | 125    |
| 05.   | Sylvain Guillaume | 104    |

| Platz | Name            | Punkte |
| ----- | --------------- | ------ |
| 01.   | Wilhelm Denifl  | 113    |
| 02.   | Nathan Gerhart  | 083    |
| 03.   | Andrej Jezeršek | 072    |
| 04.   | Jason Myslicki  | 070    |
|       | Sverre Rotevatn | 070    |